# Carles VIII de França
Carles VIII de França dit «l'Afable» (Amboise, 30 de juny de 1470 - íd. 7 d'abril de 1498) fou rei de França (1483-1498).

## Família
Era fill del rei Lluís XI de França i la seva segona esposa Carlota de Savoia. Era net per línia paterna del rei Carles VII de França i Maria d'Anjou, i per línia materna del duc Lluís I de Savoia i la comtessa Anna de Lusignan. Fou germà d'Anna de França i Joana de Valois.
Es casà a Langeais el 15 de novembre de 1491 amb la duquessa Anna de Bretanya, filla del duc Francesc II de Bretanya. D'aquesta unió nasqueren:
- el príncep Carles Orland de França (1492-1495), delfí
- el príncep Carles de França (1496), delfí
- el príncep Francesc de França (1497-1498), delfí
- la princesa Anna de França (1498)

## Regència d'Anna de França
A la mort del seu pare fou designat hereu del tron però per la seva minoria d'edat la seva germana gran Anna de França assumí la regència del regne.
Aquesta regència va comportar una rebel·lió interna dels prínceps i senyors feudals, encapçalats per Lluís II d'Orleans, futur rei Lluís XII. El 28 de juliol de 1488 Lluís II d'Orleans fou fet presoner a la batalla de Saint-Aubin-du-Cormier i fet presoner fins al 1491, any en què se li concedí una gràcia reial.

## Rei de França
Anna de França va prometre en matrimoni al seu germà amb la duquessa Anna de Bretanya. Aquesta estava casada per poders amb Maximilià I d'Habsburg. Carles VII va emprendre llargues negociacions i provocà el setge de Rennes, que finalitzà amb el matrimoni canònic del rei amb la duquessa de Bretanya. Per aquest matrimoni Carles VIII s'assegurà la integració del Ducat de Bretanya a la corona francesa.
Jove i ambiciós, pretengué conquerir el Regne de Nàpols fent valer els drets heretats per la seva família a través del ducat d'Anjou. El 1492 firmà el tractat d'Etaples amb Enric VII d'Anglaterra, el 1493 el Tractat de Barcelona amb Ferran II d'Aragó i el tractat de Senlis amb Maximilià I d'Habsburg. El 1494, a la mort de Ferran I de Nàpols, Carles VIII pendrà el títol de rei de Nàpols i penetra a Itàlia, origen de les Guerres d'Itàlia. Entrà a Florència el novembre sense resistència el desembre ho feu a Roma. A Nàpols hi arribà el 1495. Amb l'impuls de Ferran el Catòlic i el Papa Alexandre VI es crearà la Lliga de Venècia, que agrupà a més dels Estats Pontificis i la Corona d'Aragó, el ducat de Milà, la República de Venècia i el Sacre Imperi Romanogermànic contra el Regne de França.
A partir d'aquell moment l'exèrcit francès reculà en tots els fronts oberts a la península Itàlica. Lluís II d'Orleans, restituït pel rei, serà aturat a Milà i les tropes de la ciutat de Nàpols capitularan davant el capità Gonzalo de Córdoba, el Gran Capitán.

## Mort i successió
Carles VIII de França mor el 7 d'abril de 1498 al castell d'Amboise, i és enterrat a la Catedral de Saint-Denis a París.
A la seva mort els seus quatre fills havien ja mort, per la qual cosa es quedà sense hereus directes. La corona francesa recaigué en el seu cosí i cunyat, el duc Lluís II d'Orleans, descendent més proper per línia paterna al rei difunt. Aquest passà a governar amb el nom de Lluís XII de França, se separà de la primera esposa Joana de Valois i es casà amb la vídua del rei Carles.